# 悪魔の飽食
『悪魔の飽食』（あくまのほうしょく）は、小説家森村誠一の1980年代の著作。第二次世界大戦中の「日本の人体実験」（主に関東軍防疫給水部本部、通称731部隊によるもの）を告発する内容で、日本共産党中央機関紙「赤旗」で連載され、1981年11月に光文社から刊行。刊行翌年、続編『続・悪魔の飽食』とともに1982年の日本のベストセラーに数えられた。赤旗の記者下里正樹が共同作業者を務めた。
『続・悪魔の飽食』に日本軍による人体実験の写真として掲載されたものの一部が無関係な写真であったことが出版後に判明して問題となり、絶版・改収。後に写真を削除した改訂版が出版された。第3部は1983年（昭和58年）に角川書店の「カドカワノベルズ」から単行本として刊行された。2014年（平成26年）にKADOKAWAから電子書籍版も発売。

## 成立
森村誠一が日本共産党機関紙「赤旗」（現在の「しんぶん赤旗」）の記者下里正樹との共同取材に基づいて、関東軍731部隊による生物兵器研究や人体実験について記した書籍である。第1部は1981年（昭和56年）に『赤旗』日刊紙版に、第2部は1982年（昭和57年）に『赤旗日曜版』に連載され、二冊は光文社から単行本として刊行された。
森村と下里は、この作品に先立って同じく『赤旗』で連載された作品「指名手配」で出会っていた。森村はその後『赤旗』で小説『死の器』を連載し、その中で731部隊を取り上げた。森村は、この後、731部隊について情報提供をしたいという読者からの申し出があったことを『悪魔の飽食』執筆の背景として挙げる。森村は元隊員からの一本の電話を糸口として、その人脈をたどって取材することで未公表の情報が多く得られると予想し、取材を始めた。資料が集まるにつれ、小説『死の器』で当初予定していたストーリー内で取り上げ切れない範囲のものが増えたため、別途ノンフィクションを構成することにしたという。森村にとっては「初のドキュメントへの挑戦」だった。このための取材の費用は、森村が『人間の証明』の出版で得た収入から捻出された。
本作は731部隊の生物兵器研究や人体実験を扱った最初の著作というわけではない。吉村昭は1970年に『細菌』（後に『蚤と爆弾』に改題）を発表しており、TBSは1975年に『魔の731部隊』、1976年に『続・魔の731部隊』というテレビルポルタージュ（いずれもディレクターは吉永春子）を放映しており、これらの番組内では同部隊の元隊員がインタビューに答えて人体実験が行われていたことを語っている。また、1981年（昭和56年）の5月に、常石敬一が海鳴社から『消えた細菌戦部隊』を刊行していた。
森村はこれと前後して731部隊の被害者を題材にした推理小説『新・人間の証明』を執筆した（『人間の証明』とは別作品である）。

## 『続・悪魔の飽食』
1981年11月の『悪魔の飽食』に続き、翌1982年7月に森村と下里の共同執筆で『続・悪魔の飽食』が光文社から出版された。この際誤った写真が掲載されていたことが問題となり、改収・絶版され、後に改訂版が出版された。

### 偽写真問題による絶版と再販
『続・悪魔の飽食』はある人物Aから提供された写真を、新発見のものとして収録した。その一部に、別の20世紀初頭の満洲におけるペスト流行のときの写真など、731部隊に関係しない写真が含まれていたことが、1982年9月に明らかにされた。この時点で『続・悪魔の飽食』は前作と合わせてベストセラーになっていた。後の森村の説明によれば、「元隊員から提供された第二部に使用した写真の中に、七三一部隊とは関係ない明治四十三（一九一〇）年から翌年にかけて中国東北部に流行したペストの惨状の写真が混入されていた」。1982年10月の森村とAが同席する会見で、Aは写真に付いていた説明文を塗り潰して森村に提供したと告白した。森村と光文社の説明によれば、提供者Aは七三一部隊の石井四郎の親族と関係のあった人物で、問題の写真は他の元隊員複数による判定で本物と見なされていたという。森村は後に、同書のグラビアに用いた「本物の写真の中に偽物が混入されて提供されたので、真偽の判別ができなかった」と述べた。
日本経済新聞によれば、この発見の切っ掛けは、郷土史研究をする東京の会社員が古本屋で同じ写真が掲載された写真帖に偶然遭遇したことだった。日本経済新聞に続いて、サンケイと読売新聞も誤用問題を取り上げ、森村の責任を追及した。
日本経済新聞がこれを1982年9月15日付で報じ、同日午前にNHKニュースの取材に答えて、森村は誤りを認めた。森村が誤りを認めた後、光文社がおわびの社告を新聞に掲載するとともに、書店に回収要請をし、訂正版を出版することを告知した。この後、森村は光文社の依頼に応じて経緯を説明するための原稿を光文社に提示したが、両者の間で意見が対立し、森村は12月までに同書の絶版を光文社に申し入れた。森村 1983c第3部と、森村 1983a第1部・森村 1983b第2部の改訂版が、問題の写真を削除した上で、角川書店より新たに出版されることとなった。
角川書店の角川春樹はこのことについて後に「内容がどうのこうのということより、作者が森村誠一さんであったことと、こうした脅迫に屈したら日本の出版の自由は退歩すると考え、退かなかった」と述懐した。これを出版したことで、角川書店にも右翼活動家が乗り込んできたことがあったという。
日本経済新聞社はこの問題を報じた自社のスクープを1983年度新聞協会賞に応募した（選外）。

## 反響・評価・批判
『悪魔の飽食』は刊行後、深夜テレビ番組「トゥナイト」や「11PM」で紹介され、当初若者を中心に、後に広い層に読まれ、国際的にも反響を呼んだ。以降、731部隊に関する賛否さまざまな視点からの著作が発表される事となる。
大映（現：KADOKAWA）がすぐに映画化しようと山本薩夫監督を立て、中国側と旧満州ロケの話し合いは成立していたが、山本の急死で製作が宙に浮き、佐藤純彌監督に『空海』の後、引き継いでもらおうとしたが実現しなかった。
一方、森村によれば、森村は本書を刊行したこと、そして上記の写真誤用問題で右翼の街宣車から罵声を浴びせられたり、嫌がらせ電話や窓への投石をされた。このため、警察が森村の家の警備に付いたという。
歴史学者の江口圭一は家永教科書裁判で証人として法廷に立った際、『悪魔の飽食』3部作は元隊員の証言、現存する記録の分析、実地調査などに基いていて、「その史料的豊富さ、あるいは実証性は、そこらのいわゆるドキュメントの一般の水準を遥かに抜き去る第一級のものである」と評価した。写真誤用問題については、改訂版で問題の写真を取り除くことで解決済みであり、「本書の記述内容に対しては何の影響もダメージも与えなかった」とした。歴史学者の秦郁彦は、731部隊による細菌戦研究や人体実験を認めつつも、『悪魔の飽食』を「ノベル（小説）とノンフィクションがごちゃまぜになった」性格の作品と評した。秦によれば、写真誤用事件が社会的に注目されたことが奇しくも切っ掛けとなって、生き残り幹部らが森村説を訂正する意図で口を開くようになったり、歴史家の間でも米側にある公文書や731部隊関係資料発掘などが進み、「森村事件以後の数年、七三一部隊に関する学術的研究は大幅に進展した」とする。
作家の北方謙三は『夜と霧』に匹敵する内容の克明さだと評価した。
評論家の山本七平は「本来、ノンフィクション物では、どこか一点でも虚偽があったらそれで全体が信用されないはずのものだ」として、写真以外の部分の真実性を疑った。評論家の斎藤美奈子は『悪魔の飽食』の731部隊についての記述を「カッパ・ノベルスという大衆的なメディアで放った意義は大きかった」とする一方、一部に「ドラマチックな表現」があり「演出過剰」のきらいがあるとする。
筑波大学歴史・人類学系の教授であった中川八洋は正論の誌面のなかで、「ノンフィクション作品」ではなく、「プロパガンダ小説」であると主張した。

## 翻訳・翻案
- 繁体字中国語訳として『惡魔的飽食』（1982年）[47]、簡体字中国語訳として『恶魔的盛宴』（悪魔的盛宴）、『魔鬼的乐园』(魔鬼的楽園）[48]、『食人魔窟』（1984年）[49]、韓国語訳として『악마의 731 부대외마루따』（悪魔の731部隊とマルタ）（1989年）[50]がある。
- 神戸市役所センター合唱団の委嘱により、作者の森村誠一自身が原詩、池辺晋一郎が編詩と作曲を担当した混声合唱組曲「悪魔の飽食」が制作され[51]、1984年に初演[52]。

## 書誌情報
単に『悪魔の飽食』と呼ぶ場合は第1部を指す。続編である『続・悪魔の飽食』は第2部を指す。第1部と第2部は最初、光文社から出版された。その後、角川文庫に収録された第1部と第2部は光文社版から改訂されているので新版と呼ばれる。第3部は『悪魔の飽食　第三部』として、最初、カドカワノベルズとして出版され、その後、角川文庫に収録された。『〈悪魔の飽食〉ノート』はノートと略記する。『ノーモア悪魔の飽食』はノーモアと略記する。
| 略称     | 出版社   | シリーズ                          | 書名                 | 副書名                                               |
| -------- | -------- | --------------------------------- | -------------------- | ---------------------------------------------------- |
| 第1部    | 光文社   | カッパ・ノベルス                  | 悪魔の飽食           | 「関東軍細菌戦部隊」恐怖の全貌! 長編ドキュメント     |
| 第1部    | 角川書店 | 角川文庫                          | 新版 悪魔の飽食      | 日本細菌戦部隊の恐怖の実像!                          |
| 第2部    | 光文社   | Kappa novels ドキュメントシリーズ | 続・悪魔の飽食       | 「関東軍細菌戦部隊」謎の戦後史衝撃のノンフィクション |
| 第2部    | 角川書店 | 角川文庫                          | 新版 続・悪魔の飽食  | 第七三一部隊の戦慄の全貌!                            |
| 第3部    | 角川書店 | カドカワノベルズ                  | 悪魔の飽食 第三部    |                                                      |
| 第3部    | 角川書店 | 角川文庫                          | 悪魔の飽食 第三部    |                                                      |
| ノート   | 晩声社   |                                   | 〈悪魔の飽食〉ノート |                                                      |
| ノーモア | 晩声社   |                                   | ノーモア悪魔の飽食   |                                                      |

### 第1部
- 森村誠一『悪魔の飽食　「関東軍細菌戦部隊」恐怖の全貌! 長編ドキュメント』光文社〈カッパ・ノベルス〉、1981年11月。ISBN 978-4-334-02451-2。 - 折り込図1枚。
- 森村誠一『新版 悪魔の飽食　日本細菌戦部隊の恐怖の実像!』角川書店〈角川文庫 5422〉、1983年6月2日。ISBN 978-4-04-136565-6。 - 折り込図1枚。
- 森村誠一『新版 悪魔の飽食　日本細菌戦部隊の恐怖の実像!』（Kindle版）KADOKAWA〈角川文庫〉、2012年10月1日。ASIN B009GPM8LE。

### ノート
- 森村誠一『〈悪魔の飽食〉ノート』晩声社、1982年5月。ISBN 978-4-89188-110-8。 - 関東軍防疫給水部略歴：pp.230-235。

### 第2部
- 森村誠一『悪魔の飽食』 続、光文社〈Kappa novels ドキュメントシリーズ〉、1982年7月。ISBN 4-334-02477-7。 - 「続」編の副書名：「関東軍細菌戦部隊」謎の戦後史衝撃のノンフィクション。
- 森村誠一『新版 悪魔の飽食』 続、角川書店〈角川文庫 5476〉、1983年8月3日。ISBN 978-4-04-136566-3。 - 「続」編の副書名：第七三一部隊の戦慄の全貌!
  - 森村誠一『新版 悪魔の飽食　第七三一部隊の戦慄の全貌!』 続（改訂新版）、角川書店〈角川文庫〉、1994年。ISBN 978-4-04-136566-3。 - 改訂新版。
- 森村誠一『新版　続・悪魔の飽食　第七三一部隊の戦慄の全貌！』 続（Kindle版）、KADOKAWA〈角川文庫〉、2014年1月8日。ASIN B00HEB8XSE。 - 「続」編の副書名：第七三一部隊の戦慄の全貌!

### 第3部
- 森村誠一『悪魔の飽食』 第3部、角川書店〈カドカワノベルズ〉、1983年8月。ISBN 978-4-04-770299-8。 - 正、続の出版者：光文社。
- 森村誠一『悪魔の飽食』 第3部、角川書店〈角川文庫 6110〉、1985年7月30日。ISBN 978-4-04-136573-1。 - 折り込図1枚：関東軍防疫給水部本部施設全図。
- 森村誠一『悪魔の飽食　第三部』 第3部（Kindle版）、KADOKAWA〈角川文庫〉、2014年1月8日。ASIN B00HEB8X20。

### ノーモア
- 森村誠一『ノーモア悪魔の飽食』晩声社、1984年1月。ISBN 978-4-89188-131-3。NCID BN05047721。

## 関連文献

### 図書
- 青木冨貴子『731』新潮社、2005年8月。ISBN 4-10-373205-9。
  - 青木冨貴子『731　石井四郎と細菌戦部隊の闇を暴く』新潮社〈新潮文庫 あ-58-1〉、2008年2月1日。ISBN 978-4-10-133751-7。
- 森村誠一、池辺晋一郎『友よ、白い花を　21世紀へのカンタータ『悪魔の飽食』』大月書店、1997年10月21日。ISBN 4-272-33035-7。 - 混声合唱組曲『悪魔の飽食』原詩を収録。

### 記事
以下、発表された順に配置する。
- 森村誠一、下里正樹「「悪魔の飽食」から「新・人間の証明」へ」『文化評論』、新日本出版社、1982年1月、192-206頁、ISSN 0521-789X。
- 森村誠一「「悪魔の飽食」が読まれる状況は何か」『潮』、潮出版社、1982年5月、164-167頁。
- 今崎暁巳「「悪魔の飽食」のしめすもの」『民主文学』(201号) (通号 251)、日本民主主義文学会、1982年8月、128-133頁、ISSN 1342-5587。
- 平岡正明「満州貧民街における小悪魔の飽食」『潮』、潮出版社、1982年9月、77-104頁。
- 中島誠「森村誠一/偉大な「悪魔の飽食」から遁走するベストセラー作家（続・現代虚人列伝）」『現代の眼』第23巻第12号、現代評論社、1982年12月、202-209頁、ISSN 0435-219X。
- 森村誠一「私が知った「A氏」の正体――「続・悪魔の飽食」ニセ写真事件の全貌」『文藝春秋』第61巻第1号、文藝春秋、1983年1月、190-223頁。
- 渡部昇一「「悪魔」と「天使」の間――森村誠一氏「私が知った『A氏』の正体」に対する疑問」『文藝春秋』第61巻第2号、文藝春秋、1983年2月、380-386頁。
- 「「続・悪魔の飽食」ニセ写真事件を考える」『文藝春秋』第61巻第2号、文藝春秋、1983年2月、362-386頁。
- 杉山隆男「ニセ写真で曝かれた出版スキャンダル――「悪魔の飽食」虚構の証明」『諸君!』第15巻第2号、文藝春秋、1983年2月、244-264頁、ISSN 0917-3005。
- 中田建夫「"飽食"したのは誰だ」『文藝春秋』第61巻第2号、文藝春秋、1983年2月、362-378頁。
- 森村誠一「「七三一部隊弁護論」への反論」『諸君!』第15巻第3号、文藝春秋、1983年3月、244-254頁、ISSN 0917-3005。
- 「誌上対決 「悪魔の飽食」スキャンダル」『諸君!』第15巻第3号、文藝春秋、1983年3月、244-254頁、ISSN 0917-3005。
- 杉山隆男「森村反論・虚構の証明」『諸君!』第15巻第3号、文藝春秋、1983年3月、255-263頁、ISSN 0917-3005。
- Lilli Segal「ドイツにもあった"悪魔の飽食"――科学者よ,おごるなかれ」『技術と人間』第21巻第3号、技術と人間、1992年3月、27-36頁、ISSN 0285-5186。
- ジョン・ウィリアムパウエル、下里正樹、松村高夫「悪魔の飽食 七三一部隊の黒い爪痕（鼎談）」『金曜日』第5巻第33号、金曜日、1997年9月5日、28-31頁。
- 山崎薫「悪魔の飽食 七三一部隊」『文献探索』、金沢文圃閣、1998年3月23日、349-353頁。
- 常石敬一「戦争 七三一部隊――森村誠一『悪魔の飽食 新版』」『國文學』第46巻(13号) (通号 676)、學燈社、2001年11月、66-71頁、ISSN 0452-3016。
- 田中嘉治（著）、人民中国編集委員会 編（編）「「日本人の良心の灯」をともす」『人民中国』、人民中国雑誌社、2005年8月、22-25頁、ISSN 0449-0312。
- 森村誠一「'82 『悪魔の飽食』事件 街宣車20台、投石…「作家の使命」を知った」『週刊現代』第51巻(14号) (通号 2518)、講談社、2009年4月11日。
- 片岡輝「次の世代への責任を持つということ――カンタータ「悪魔の飽食」を歌う意味と3・11原発事故」『子どもの文化』第43巻第10号、文民教育協会子どもの文化研究所、2011年10月、2-7頁。
- 松村高夫「森村誠一『悪魔の飽食』の今日的な意味」『語りの世界』第53号、語り手たちの会、16-19頁、ISSN 1345-9945。
- 根岸恵子「今夏、森村誠一氏とともにロシア公演 加害を歌い続ける「悪魔の飽食」合唱団」『金曜日』第21巻第35号、金曜日、2013年9月13日。
- 中川八洋「『悪魔の飽食』は旧ソ連のプロパガンダだった」『正論』、産経新聞社、2002年11月、276-287頁。